# Golden Glider
Golden Glider (Lisa Snart) es un personaje ficticio, una supervillana que aparece en los cómic publicado por DC Comics . Ella es la hermana menor del Capitán Frío y enemiga de The Flash.
Lisa Snart hizo su aparición en vivo en las temporadas primera y segunda de The Flash interpretada por Peyton List.

## Historial de publicaciones
Creado por Cary Bates e Irv Novick, el personaje hizo su primera aparición en  The Flash  # 250 (junio de 1977). El editor Julius Schwartz también estuvo involucrado en la creación del personaje, y puede haber sido responsable del nombre Golden Glider.

## Biografía del personaje de ficción
'Lisa Snart'  es una patinadora artística, conocida por el alias Lisa Star, que ha recibido ayuda en su carrera de su entrenador y amante secreto, The Top, un enemigo de Flash  Barry Allen que muere por complicaciones derivadas de un duelo con el velocista escarlata. Furioso por su muerte, Snart jura venganza, adoptando un disfraz de patinador de hielo naranja, una máscara y patines de hielo que crean su propio flujo de hielo, lo que le permite patinar efectivamente en el aire. También tiene diamantes y joyas que pueden usarse como explosivos o artefactos hipnóticos. El Planeador Dorado busca venganza contra la  Edad de Plata Flash durante varios años y frecuentemente colabora en sus atracos con su hermano, quien es muy protector con ella.
Después de la muerte de Barry Allen, Snart se retira del crimen (ella culpa a Allen por la muerte de Top, no a su sucesor Wally West). Ella y su hermano se embarcan en una carrera como mercenarios, formando Golden Snowball Recovery Company. Finalmente, regresa al crimen, con una serie de socios, todos con el nombre en código "Chillblaine", a quienes les proporciona una réplica de la pistola fría de su hermano. El último de ellos fue descrito como más inteligente y despiadado que sus predecesores, y mata a Snart con el arma que ella le dio, luego sostiene Keystone para pedir rescate con la ayuda del Doctor Polaris. Flash apenas logra derrotarlos. A continuación, Chillblaine es asesinado por el Capitán Cold en represalia. Su muerte ha sido una fuente constante de dolor para su hermano mayor.
En  Blackest Night  # 1, el Black Lantern Corps la reanima y ella, junto con sus compañeros Black Lantern Rogues, ataca la Penitenciaría Iron Heights, pero Cold es capaz de mantener el control de sus emociones el tiempo suficiente para destruir el Black Lantern Glider.

### The New 52 y Rebirth
En septiembre de 2011, The New 52 reinició la continuidad de DC. En esta nueva línea de tiempo, el asesinato de Lisa Snart se ha escrito fuera de continuidad y ella está viva. En esta continuidad, se está muriendo de un tumor cerebral, sobrevive después de que le extirpan el tumor, pero expresa vergüenza por las acciones de su hermano. Más tarde, aparece misteriosamente en Sudamérica, con el nombre de "Planeador" y aparentemente empuñando habilidades metahumanas. Se le muestra reclutando a Weather Wizard para algún propósito desconocido después de su batalla con Flash. Ella recluta a  Ola de calor,  The Trickster y Mirror Master para unirse a su facción para vengarse de Flash, pero se detiene con la ayuda de  Pied Piper y su hermano.
Lisa y los Rogues más tarde hacen las paces con Snart mientras lo ayudan a detener a Gorilla Grodd, lo que lleva al gobierno de los EE. UU. A perdonarlos. Se revela que Lisa está en una relación con Mirror Master, a quien logró traer de vuelta a su dimensión con gran riesgo para ella. Luego, ella termina en un coma profundo hasta que Pied Piper la revive, para acudir en ayuda de los pícaros cuando la Sociedad Secreta de Supervillanos y The Royal Flush Gang atacan.
Lisa y los pícaros hacen su primer cameo, en la historia de DC Rebirth, en  The Flash  # 3 viendo un informe de noticias sobre los muchos velocistas recién creados que aparecen en toda la ciudad. Más tarde, hacen su primera aparición de larga duración en  The Flash  # 15, intentando robar una valiosa estatua dorada del dios Mercurio de la pequeña nación insular de Corto Maltés. Flash llega para detenerlos, pero resultan ser construcciones de Mirror Master creadas para engañar a Flash para que puedan cometer una ola de crímenes en Central City antes de que Flash los detenga.

## Poderes y habilidades
El Planeador Dorado es un  Olímpico nivel  patinador artístico. Gracias a un par de patines experimentales que crean su propio hielo, ella es capaz de patinar en cualquier superficie, incluso en el aire. Inventó o adquirió (según el artículo) una serie de artilugios y armas con temática de joyas, como anillos envenenados o joyas de hipnosis, y los utilizó con gran efecto en su cruzada contra Flash.
En el New 52, Glider ha ganado habilidades metahumanas debido a que quedó atrapado en la explosión que también le dio sus poderes a Mirror Master, Captain Cold, Heat Wave y Weather Wizard. Glider se ha separado de su cuerpo, dándole una forma astral que le permite volar y moverse a velocidades extremas. También tiene zarcillos en forma de cinta que pueden cortar y matar fácilmente a una persona sin ninguna evidencia de un ataque. A diferencia de la mayoría de los cambiadores de fase, Glider puede permanecer lo suficientemente sólido como para interactuar con la materia física; es decir, dejar un fragmento de vidrio en el corazón de Elías mientras es físicamente impermeable. Después de que su cuerpo astral fuera interrumpido y luego reformado, Lisa no solo recuperó su movilidad corporal, sino que también puede usar sus poderes mientras conserva la apariencia de carne y hueso ahora.

## Versiones alternativas

### Flash anual
Glider y uno de sus Chillblaines aparecen como uno de los villanos que están agotando a Wally de su velocidad. A pesar de ser frenado, Wally los derrota y los deja a la policía.

### Punto de inflamación
En la línea de tiempo alternativa del evento   Flashpoint , Lisa Snart y su hermano, Leonard estaban siendo brutalmente golpeados por su padre. Más tarde, Lisa mató a su padre con un disparo y fue arrestada por el crimen. Lisa es llevada a  Iron Heights y luego secuestrado por los Rogues. Citizen Cold llega para intentar rescatarla, pero descubre que ha sido asesinada por Fallout, miembro de Rogues.

### ¡Teen Titans Go!
Una versión adolescente de Golden Glider llamada  'Ice Kate'  apareció en una edición de  Teen Titans Go!  Como parte de un dúo de supervillanos formado por ella y su hermano,  'Kid Kold.  '. Son derrotados por  Kid Flash y  Jinx después de un robo fallido.

### Injusticia: Dioses entre nosotros
En el "Año Cinco" del cómic "Injustice: Gods Among Us", Golden Glider aparece como miembro de los Rogues junto a Weather Wizard, Heat Wave y Mirror Master. Acuerdan unirse a la Insurgencia de Batman para detener a un Superman dictatorial, porque Batman respeta su código contra el asesinato. Lisa menciona que su hermano, el Capitán Frío, se escondió después de escapar de la prisión del régimen. Cuando los Pícaros comienzan su ataque a las bases del Régimen, logran destruirlas después de que las personas que están dentro son evacuadas. Pero durante su última misión, son interceptados por Bizarro, quien los ataca. Durante la pelea, Mirror Master queda inconsciente mientras Bizzaro se pone furioso después de que Weather Wizard se burla de él. En represalia, Bizarro incinera Heat Wave y Weather Wizard, pero Lisa sobrevive gracias a sus habilidades. Cuando llega Trickster, logra distraer a Bizarro el tiempo suficiente para que Lisa y Mirror Master se pongan a salvo usando su cinturón de espejos. Más tarde, se ve a los dos celebrando un servicio conmemorativo en el bar para Weather Wizard y Heat Wave. Es aquí donde Glider y Mirror Master comparten un beso que revela que están en una relación. Cuando llega Flash, Lisa y Mirror Master lo confrontan enojados por venir a burlarse de ellos y entregarlos mientras están de duelo. Flash admite que siempre ha respetado a los pícaros como enemigos y vino aquí para presentar sus respetos. Luego promete no entregarlos a Superman y comparte una cerveza con ellos.

## En otros medios

### Televisión

Peyton List como Lisa Snart / Golden Glider en The CW 's' ' The Flash' '.

- Lisa Snart/Golden Glider aparece en The CW The Flash, interpretada por Peyton List. Descrita como astuta, encantadora, un poco sádica y sin miedo a usar su sexualidad para obtener lo que quiere, esta versión es una niña salvaje que está ansiosa por demostrarle a su hermano mayor frío y calculador Leonard Snart/Capitán Cold que tiene lo que se necesita para estar en su banda criminal.[17] Haciendo su primera aparición completa en "Rogue Time" de  temporada uno, Lisa obliga a  Cisco Ramon a convertirla en una "pistola fría" como la de su hermano, que puede transmutar cualquier cosa en oro. Armada con su "pistola de oro", se convierte en el planeador dorado. En "Family of Rogues" de  temporada dos, Lisa pide ayuda al equipo de Flash para rescatar a su hermano supuestamente secuestrado de su padre Lewis Snart.
  - El personaje también se menciona en  Legends of Tomorrow , en el que el Capitán Cold era el personaje principal.
- Golden Glider aparece en Harley Quinn, con la voz de Cathy Ang. Esta versión es el nuevo interés amoroso de Kite Man y posee los poderes de la encarnación New 52.[18] En su aparición más notable en el episodio "The 83rd Annual Villy Awards", ella y Kite Man se encuentran con Harley Quinn y Hiedra Venenosa en la entrega de premios principal, donde Glider luego se vincula con Ivy por su ansiedad social.
  - Golden Glider aparece en Kite Man: Hell Yeah!, con la voz de Stephanie Hsu como adulta[19][20][21]y Araceli Prasarttongosoth como niña.

### Videojuegos
- Golden Glider se menciona en  Injustice 2 . Su muerte a manos del Régimen (antes de los eventos del juego) se menciona con frecuencia en las interacciones del Capitán Cold con otros luchadores. En el final de su hermano, se visita su tumba que tiene su máscara Golden Glider en ella; tenía 19 años cuando murió.
- Golden Glider aparece como un personaje jugable en  Lego DC Super-Villains , con la voz de Catherine Taber.